# Jesús Tordesillas Fernández
Jesús Tordesillas Fernández (Madrid, 28 de gener de 1893-ibídem, 24 de març de 1973) va ser un actor espanyol.

## Biografia
La seva carrera cinematogràfica es va desenvolupar entre 1921 i 1973, gairebé sempre com a actor secundari. Va debutar en la pel·lícula Flor de España o La historia de un torero (1925). Va ser l'actor preferit del director Juan de Orduña, va aparèixer en algunes de les seves pel·lícules com Misión blanca (1946), La Lola se va a los puertos (1947) i Locura de amor (1948), en aquesta suma es converteix en un dels actors més predilectes del cinema espanyol i va arribar a rodar més de cent pel·lícules sota les ordres, entre d'altres, de Florián Rey, Ignasi F. Iquino, Juan de Orduña, Lluís Marquina o Edgar Neville,
També va fer carrera en el teatre en la companyia de Manuel Luna. En els seus últims anys anys de la seva vida va deixar el cinema i es dedicà a la literatura.
Va morir a Madrid el 24 de març de 1973.

## Filmografia selecta
- Marianela (1940)
- Tuvo la culpa Adán (1944)
- El clavo (1944)
- El crimen de Pepe Conde (1946).
- El crimen de la calle de Bordadores (1946)
- Misión blanca (1946)
- La nao capitana (1947)
- Las inquietudes de Shanti Andía (1947)
- Fuenteovejuna (1947)
- La Lola se va a los puertos (1947)
- Locura de amor (1948)
- Currito de la Cruz (1949)
- Pequeñeces (1950)
- Agustina de Aragón (1950)
- Balarrasa (1950)
- Alba de América (1951)
- La leona de Castilla (1951)
- El sueño de Andalucía (1951)
- Jeromín (1953)
- Doña Francisquita (1953)
- La lupa (1955)
- El piyayo (1956)
- ¡Viva lo imposible! (1958)
- ¿Dónde vas, Alfonso XII? (1958)
- Venta de Vargas (1959)

## Teatre (selecció)
- Voces de gesta (1911), de Valle-Inclán
- Doña Desdenes (1912), de Manuel Linares Rivas
- El rayo (1917), de Pedro Muñoz Seca
- Que viene mi marido (1918)
- Los extremeños se tocan (1926), de Pedro Muñoz Seca
- La dama de armiño (1922), de Luis Fernández Ardavín
- Desdichas de la fortuna o Julianillo Valcárcel (1926), de Manuel i Antonio Machado

## Premis
Medalles del Cercle d'Escriptors Cinematogràfics
| Any  | Categoria              | Pel·lícula                                                                                    |
| ---- | ---------------------- | --------------------------------------------------------------------------------------------- |
| 1947 | Millor actor secundari | Las inquietudes de Shanti Andía Serenata española La nao capitana La Lola se va a los puertos |
| 1952 | Millor actor principal | El andén                                                                                      |
| 1957 | Millor actor secundari | La guerra empieza en Cuba                                                                     |

- Fotogramas de Plata al millor intèrpret de cinema espanyol (1950) per Pequeñeces